# Rhaebo atelopoides
Rhaebo atelopoides е вид жаба от семейство Крастави жаби (Bufonidae).

## Разпространение
Видът е разпространен в Колумбия.